# Kamicsác vára
Kamicsác vára (horvátul: Utvrda Kamičak) egy középkori vár romja Horvátországban, a Šibenik-Knin megyei Brištane határában.

## Fekvése
Kamicsác vára a Krka bal partján, a településtől nyugatra, mintegy 4 km-re nehezen megközelíthető helyen található.

## Története
A várat a történeti források „Kamichech” (1345), „Kamichack” (1411), „Kamichach” (1421) és „Camichach” (1434) alakban említik. 1345-ben a várat a Nelipićek örökletes birtokként igazgatták. Ekkor erősítette meg a családot Lajos király a traui tartózkodáskor IV. Bélának nyújtott segítségért birtokaiban. Később a horvát bán vezette királyi sereg és a Nelipićek közötti harcokban lerombolták, majd újjáépítették. A család utolsó sarja Ivanis gróf 1434-es halála előtt örökbe fogadta vejét Frangepán Anzs grófot és átadta neki Kamicsác várát a környező birtokokkal. A király azonban nem ismerte el ezt, így 1445-ben Kamicsácot Grgur Utješinović vette át, aki Visovac szigetét adta a ferenceseknek.
A várat a nép Utješinović-várként is nevezi, mert a 15. században itt volt az Utješinović grófok birtokközpontja. Itt született 1482-ben Juraj Utješinović, akit a magyar történetírás Fráter Györgyként vagy György barátként ismer. Korának egyik legnagyobb politikusa volt, királyi kincstartó, majd helytartó, Magyarország kormányzója, nagyváradi püspök, majd bíboros, esztergomi érsek, erdélyi vajda, az Erdélyi Fejedelemség megszervezője és 1551-es meggyilkolásáig tényleges ura volt. Kamičak urai közül említésre méltók még a Halapić testvérek, akik részt vettek II. Ulászló királlyá választásában. Kamičakról származott Mišljenović Márk horvát–dalmát és szlavón bán (1506–1507). A várat 1522-ben foglalta el a török és 1523-ban lerombolta.

## A vár mai állapota
A vár ma erősen romos állapotban áll, csak csekély maradványai találhatók. A legépebben fennmaradt rész az északi, Krka felőli oldal egy torony maradványaival. A vár központi részéből csak az északi és északnyugati falak, valamint a nyugat-keleti irányú zárófal maradt fenn. A 19. században közelében még ókori épületek maradványai is láthatók voltak. A vár alatti szántóföldet a nép Svačicának nevezi. A Svačicok leszármazottai a Nelipićek is Kamičakról származtak.